# 紀州新聞
紀州新聞（きしゅうしんぶん）、社名：紀州新聞社は和歌山県の地域紙。日本新聞協会は非加盟。和歌山県御坊市に本社を置き、御坊市および田辺市のほか日高郡エリアの2市6町で夕刊発行（日曜、祝日は休刊）している。通常12ページ建て。題字には、横棒が一本多い「新」の本字（ / 𣂺）を使用している。
- 創刊　1945年12月
- 発行部数　約10,000部
- 本社　和歌山県御坊市島172

## 番組表
発行日当日（18時 - 23時・深夜）とその翌日（早朝・5時 - 23時・深夜）の近畿広域圏とテレビ和歌山の地上波テレビ欄が掲載されている。BSとラジオは、発行日の翌日のみ掲載。

### 地上波
地上波はフルサイズ掲載。
- NHK総合（和歌山）、NHK Eテレ、MBSテレビ、ABCテレビ、カンテレ、読売テレビ、テレビ和歌山

### BS
BSとラジオは1/4サイズ掲載。
- NHK BS、NHK BSプレミアム4K、BS日テレ、BS朝日、BS-TBS、BSテレ東、BSフジ、WOWOWプライム、BSイレブン、トゥエルビ

### ラジオ
- 和歌山放送、四国放送ラジオ、NHK-FM、NHK第1